# マリーナ・カリュランド
マリーナ・カリュランド(エストニア語: Marina Kaljurand 旧姓:ラエフスカヤ 1962年9月6日 -)は、エストニアの政治家。第二次ターヴィ・ロイヴァス政権の外務大臣（無所属）を経て、2019年から欧州議会議員を務める。
過去にアメリカ合衆国、ロシア、メキシコ、カナダ、カザフスタン、イスラエルのエストニア大使を務めている。
- 米国のバラク・オバマ大統領と（2011年9月9日）
- オーストラリアのジュリー・ビショップ外相と（2016年2月29日）
- 左からアンヌ・ブラッスール欧州評議会議員会議議長、アイスランドの政治学者のHerdis Thorgeirsdottir（2016年6月21日）